# Relaciones Chile-República Árabe Saharaui Democrática
Las relaciones Chile-Sahara Occidental son las relaciones internacionales entre la República de Chile y la República Árabe Saharaui Democrática.

## Relaciones
Con respecto al reconocimiento internacional del Sáhara occidental, Chile ha enviado comentarios contradictorios. Históricamente, Chile ha manifestado su apoyo a la independencia de dicho territorio y el retiro de tropas marroquíes. Sin embargo, hasta la fecha aún no ha reconocido a la República Árabe Saharaui Democrática y el sitio web del Ministerio de Relaciones Exteriores incluye al Sahara Occidental como un territorio separado del marroquí, con el cual no se mantienen relaciones diplomáticas. Por otro lado, Sergio Romero Pizarro, mientras era presidente del Senado, declaró a periodistas marroquíes el apoyo al reclamo de dicho país sobre el territorio saharahui.